# بونتي سيتي
بونتي سيتي هي ناطحة سحاب تقع في مدينة جوهانسبرج بجنوب أفريقيا. تم بناؤه في عام 1975 على ارتفاع 173 م (55 طابق)، مما يجعلها أطول ناطحة سحاب سكنية في أفريقيا. وهو مبني في شكل أسطواني، مع مركز مفتوح مما يسمح بوصول ضوء إضافي الي الشقق، وكان ينظر برج بونتي سيتي كعنوان مرغوب فيه للغاية بسبب اطلالته على كامل مدينة جوهانسبرج والمناطق المحيطة بها.
بعد انتهاء قوانين الفصل العنصري في جنوب أفريقيا، انتقلت العديد من العصابات الي المبنى وأصبح غير آمن للغاية. وأصبح بونتي سيتي رمزا للجريمة وغادر ملك الشقق المبنى. ولكن في عام 2001 تولى ت شركة جديدة إدارة المبنى وبدأت بإجراء العديد من التحسينات